# Copa Ciudad de Trujillo 2010
La Copa Ciudad de Trujillo 2010, en su primera edición contó con la participación del Universidad César Vallejo, equipo anfitrión, Universidad San Martín de Perú, América de Cali de Colombia y Espoli de Ecuador. Todos los encuentros son realizados en el Estadio Mansiche de Trujillo.
El sistema es de eliminación directa, los 2 equipos ganadores jugarán la final, mientras que los 2 perdedores lucharán por el 3.er Puesto. Al finalizar el cuadrangular el ganador fue el Universidad San Martín de Perú derrotando al Espoli de Ecuador por la mínima diferencia.

## Cuadrangular
|  | Semifinales      | Semifinales |   |                  | Final           | Final |  |
|  |                  |             |   |                  |                 |       |  |
|  |                  |             |   |                  |                 |       |  |
|  |                  |             |   |                  |                 |       |  |
|  | U. San Martín    | 2           |   |                  |                 |       |  |
|  | América de Cali  | 1           |   |                  |                 |       |  |
|  |                  |             |   |                  |                 |       |  |
|  |                  |             |   |                  |                 |       |  |
|  |                  |             |   |                  | U. San Martín   | 1     |  |
|  |                  | Espoli      | 0 |                  |                 |       |  |
|  |                  |             |   |                  |                 |       |  |
|  |                  |             |   |                  |                 |       |  |
|  |                  |             |   |                  | 3º puesto       |       |  |
|  |                  |             |   |                  |                 |       |  |
|  | U. César Vallejo | 1           |   | U. César Vallejo | 2 (3)           |       |  |
|  | Espoli           | 2           |   |                  | América de Cali | 2 (4) |  |

## Partidos

### Semifinales
| 29 de enero de 2010 | Univ. San Martín         | 2:1 (1:0). | América de Cali | Estadio Mansiche, Trujillo |  |
|                     | Alemanno 24' · Silva 68' |            | Zapata 60'      |                            |  |

| 29 de enero de 2010 | Univ. César Vallejo | 1:2 (0:0) | Espoli                     | Estadio Mansiche, Trujillo |                           |
|                     | Candelo 63' (p)     |           | Troncoso 60' · Márquez 82' | Árbitro(s): F.Villavencio  | Árbitro(s): F.Villavencio |

### Tercer lugar
| 31 de enero de 2010 | Univ. César Vallejo        | 2:2 (2:2) | América de Cali          | Estadio Mansiche, Trujillo |  |
|                     | Torres 33' · Hernández 45' |           | Holguín 11' · Zapata 40' |                            |  |

| Definición por penales |  |     |  |           |
| Hernández              |  | 0:1 |  | Quiñónez  |
| Candelo                |  | 1:2 |  | Alvarino  |
| Faiffer                |  | 2:2 |  | Mina Pino |
| Zúñiga                 |  | 2:3 |  | Andrade   |
| Guevara                |  | 3:3 |  | Banguero  |
| Corrales               |  | 3:4 |  | Mosquera  |

### Final
| 31 de enero de 2010 | Univ. San Martín | 1:0 (0:0). | Espoli | Estadio Mansiche, Trujillo |  |
|                     | Cueva 71'        |            |        |                            |  |

| Perú                                                        |
| Campeón Copa Ciudad de Trujillo 2010 Universidad San Martín |